# تریپتوفردین سی-۲
تریپتوفردین سی-۲ (انگلیسی: Triptofordin C-2) یک ترکیب ضد ویروس است که از تریپتریگیوم ویلفردی استخراج می‌شود.